# Constitución Política del estado de Tlaxcala
La Constitución Política del Estado Libre y Soberano de Tlaxcala es el ordenamiento jurídico que establece la integración del Estado de Tlaxcala al pacto federal de los Estados Unidos Mexicanos y legitima los poderes estatales. Reconoce que el estado es democrático, republicano, representativo, popular y participativo y está formado por 60 municipios mediante una composición pluricultural basada en sus pueblos originarios indígenas, los nahuas y los otomíes, declara a la ciudad de Tlaxcala de Xicohténcatl como capital del estado y establece la división del poder público del estado en Legislativo, Ejecutivo y Judicial a la vez que define a quienes se consideran ciudadanos tlaxcaltecas y sus derechos humanos y ciudadanos básicos. La constitución cuenta con 121 artículos.
Fue redactada por la XXV Legislatura del Congreso del estado quien fungió a su vez como congreso constituyente, tras ser acogida con beneplácito en Tlaxcala la Constitución Política de los Estados Unidos Mexicanos del 5 de febrero de 1917 y fue promulgada por el gobernador y general revolucionario Máximo Rojas el 16 de septiembre de 1918, dando de esta forma certeza jurídica a varios siglos de lucha militar y política, e incluso anteriores a la conquista española, por la libertad y autonomía del territorio del pueblo tlaxcalteca.